# Merytneit
Merytneit o Merneit, fue una reina gobernante de la dinastía I de Egipto, ca. 2930 a. C. según las menciones contemporáneas y hallazgos arqueológicos. Ella y, en un caso similar, su predecesora Neithotep, serían las primeras reinas-faraón de Egipto y las primeras reinas gobernantes registradas en la historia.
Merytneit era la madre del rey Den, que la sucedió. Tiene su propia gran tumba en el cementerio de los reyes de Abidos y se la menciona en la lista de sellos de la necrópolis, entre los reyes Narmer y Den. Esta evidencia indica que ella pudo haber gobernado durante algunos años como la reina regente o incluso como reina gobernante.
Probablemente, era la esposa del faraón Dyer y la madre de Dyet y Den (Udimu), siendo la primera reina gobernante del Antiguo Egipto, no como regente, durante la minoría de edad de su hijo Dyet porque su nombre en un sello de Saqqara aparece dentro del serek, tal como se hacía entonces con los nombres de los reyes. Su nombre Merytneit, significa "Amada de Neit" una diosa del Bajo Egipto. 
Fue enterrada en una gran mastaba, situada en la necrópolis de Saqqara, en la época del reinado de su hijo Den.

## Testimonios de su época

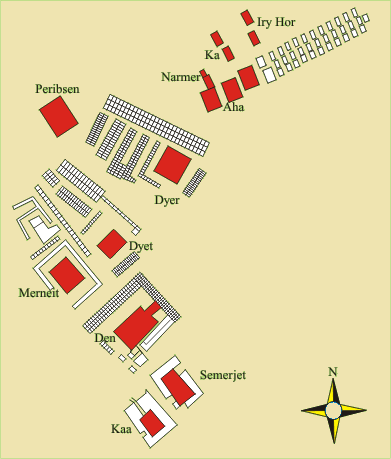
Tumba de Merytneit en la necrópolis de Umm el-Qaab donde se encuentran faraones de la I y II dinastías de Egipto, Abidos.

- Tumba Y de Umm el-Qaab, en Abidos (Petrie).
- Tumba S 3504 de Saqqara Norte con vasos de piedra y sellos cilíndricos con su nombre. Tiene entierros subsidiarios compartimentados de sirvientes, una fosa con una "barca solar", y recinto funerario (Emery).
- Se encontró una estela con su nombre en la tumba Y en Umm el-Qaab, Abidos (Petrie).
- Su nombre se encontró en marcas de sello en la tumba T de Umm el-Qaab, con los nombres de los monarcas de la dinastía I de Egipto (Kaiser y Dreyer).
- Vasijas de cerámica y piedra y elementos de tocador.
- Una estatua de un babuino en granito de Asuán con el nombre de Merytneit (Colección Michailidis).

En la Piedra de Palermo, Merytneit es mencionada como la madre de Hor-Udimu (Kaplony: 1963, I, 495).

## Otras hipótesis
Flinders Petrie la denominó Mery-Neit (nombre masculino) cuando descubrió su tumba, en Umm el-Qaab, Abidos, pensando que se trataba de un gobernante masculino, por la importancia de su entierro; pero, cincuenta años después, Emery encontró otra sepultura de Merytneit en Saqqara Norte, confirmando que se trataba de una mujer.

## Tumbas de Abidos y Saqqara

Plano de la cámara principal de la tumba de Merytneit.

En Abidos, la tumba de Merytneit se halló en una zona asociada a otros faraones de la I dinastía, Umm el-Qa'ab. En el lugar se encontraron dos estelas de piedra que identificaban la tumba como suya.
En 1900, Flinders Petrie descubrió la tumba de Merytneit y, por su naturaleza, creyó que pertenecía a un faraón desconocido hasta entonces. La tumba fue excavada y se demostró que contenía una gran cámara subterránea, revestida de ladrillos de adobe, que estaba rodeada de hileras de pequeños enterramientos satélites, con al menos 40 tumbas subsidiarias para sirvientes.
Se creía que los sirvientes seguirían ayudando al gobernante en la otra vida. El entierro de sirvientes con un gobernante era una práctica constante en las tumbas de los faraones de principios de la I dinastía. En su complejo funerario también se enterraban grandes cantidades de ganado sacrificado, otro honor concedido a los faraones que proporcionaba al gobernante animales poderosos para la vida eterna. Este complejo funerario de la I dinastía era muy importante en la tradición religiosa egipcia y su importancia creció a medida que perduraba la cultura.
En el interior de su tumba, los arqueólogos descubrieron una barca funeraria que le permitiría viajar con la deidad solar en la otra vida.
Abidos fue el emplazamiento de muchos templos antiguos, incluyendo Umm el-Qa'ab, la necrópolis real, donde fueron enterrados los primeros faraones. Estas tumbas empezaron a considerarse enterramientos de gran importancia y, en épocas posteriores, se hizo deseable ser enterrado en la zona, lo que hizo crecer la importancia de la ciudad como lugar de culto.
En Saqqara, la tumba de Merytneit exhibe características que posiblemente anticipan a los constructores de la III dinastía. Oculta dentro de la mastaba rectangular normal imitando la fachada del palacio de la tumba de Merytneit en Saqqara se encuentra la base de una estructura escalonada, una yuxtaposición de dos métodos de construcción diferentes. Tal vez sea indicativo de la fusión de los estilos septentrional y meridional que conduciría, en última instancia, a la pirámide escalonada de Zoser, o influyó en el diseño de la estructura de la III dinastía.
En septiembre de 2023, se encontraron en su tumba de Umm el-Qaab cientos de tinajas que contenían restos de vino de hace 5.000 años, muchas de las cuales estaban en buen estado de conservación y algunas permanecían sin abrir con sus tapas aún intactas.